# Вильфлур
Вильфлу́р (фр. Villefloure) — коммуна во Франции, находится в регионе Лангедок — Руссильон. Департамент коммуны — Од. Входит в состав кантона Сент-Илер. Округ коммуны — Лиму.
Код INSEE коммуны — 11423.

## Население
Население коммуны на 2008 год составляло 133 человека.
| 1962 | 1968 | 1975 | 1982 | 1990 | 1999 | 2008 |
| ---- | ---- | ---- | ---- | ---- | ---- | ---- |
| 57   | 75   | 57   | 62   | 82   | 76   | 133  |

## Экономика
В 2007 году среди 92 человек в трудоспособном возрасте (15—64 лет) 68 были экономически активными, 24 — неактивными (показатель активности — 73,9 %, в 1999 году было 67,3 %). Из 68 активных работали 59 человек (36 мужчин и 23 женщины), безработных было 9 (4 мужчин и 5 женщин). Среди 24 неактивных 6 человек были учениками или студентами, 8 — пенсионерами, 10 были неактивными по другим причинам.